# Cryphoeca lichenum
Cryphoeca lichenum is een spinnensoort uit de familie van de waterspinnen (Cybaeidae).
De wetenschappelijke naam van de soort werd in 1876 gepubliceerd door Ludwig Carl Christian Koch.
Er worden van deze soort twee ondersoorten onderscheiden die beide voorkomen in Duitsland en Oostenrijk:
- Cryphoeca lichenum lichenum
- Cryphoeca lichenum nigerrima Thaler, 1978